# Hollandia a 2022. évi téli olimpiai játékokon
Hollandia a kínai Pekingben megrendezett 2022. évi téli olimpiai játékok egyik részt vevő nemzete volt. Az országot az olimpián 7 sportágban 41 sportoló képviselte, akik összesen 17 érmet szereztek.

## Érmesek
| Érem  | Versenyző                                                         | Sportág                    | Versenyszám       |
| ----- | ----------------------------------------------------------------- | -------------------------- | ----------------- |
| Arany | Thomas Krol                                                       | Gyorskorcsolya             | Férfi 1000 m      |
| Arany | Kjeld Nuis                                                        | Gyorskorcsolya             | Férfi 1500 m      |
| Arany | Ireen Wüst                                                        | Gyorskorcsolya             | Női 1500 m        |
| Arany | Irene Schouten                                                    | Gyorskorcsolya             | Női 3000 m        |
| Arany | Irene Schouten                                                    | Gyorskorcsolya             | Női 5000 m        |
| Arany | Irene Schouten                                                    | Gyorskorcsolya             | Női tömegrajtos   |
| Arany | Suzanne Schulting                                                 | Rövidpályás gyorskorcsolya | Női 1000 m        |
| Arany | Suzanne Schulting Selma Poutsma Xandra Velzeboer Yara van Kerkhof | Rövidpályás gyorskorcsolya | Női 3000 m váltó  |
| Ezüst | Thomas Krol                                                       | Gyorskorcsolya             | Férfi 1500 m      |
| Ezüst | Patrick Roest                                                     | Gyorskorcsolya             | Férfi 5000 m      |
| Ezüst | Patrick Roest                                                     | Gyorskorcsolya             | Férfi 10 000 m    |
| Ezüst | Jutta Leerdam                                                     | Gyorskorcsolya             | Női 1000 m        |
| Ezüst | Suzanne Schulting                                                 | Rövidpályás gyorskorcsolya | Női 500 m         |
| Bronz | Antoinette de Jong                                                | Gyorskorcsolya             | Női 1500 m        |
| Bronz | Marijke Groenewoud Antoinette de Jong Irene Schouten Ireen Wüst   | Gyorskorcsolya             | Női csapatverseny |
| Bronz | Suzanne Schulting                                                 | Rövidpályás gyorskorcsolya | Női 1500 m        |
| Bronz | Kimberley Bos                                                     | Szkeleton                  | Női               |

## Alpesisí
Férfi
| Versenyző       | Versenyszám      | 1. futam | 1. futam | 2. futam | 2. futam | Összesítés | Összesítés |
| Versenyző       | Versenyszám      | Idő      | Hely.    | Idő      | Hely.    | Idő        | Helyezés   |
| --------------- | ---------------- | -------- | -------- | -------- | -------- | ---------- | ---------- |
| Maarten Meiners | Óriás-műlesiklás | 1:06,03  | 22.      | 1:09,45  | 20.      | 2:15,48    | 18.        |

Női
| Versenyző         | Versenyszám      | 1. futam      | 1. futam      | 2. futam | 2. futam | Összesítés | Összesítés |
| Versenyző         | Versenyszám      | Idő           | Hely.         | Idő      | Hely.    | Idő        | Helyezés   |
| ----------------- | ---------------- | ------------- | ------------- | -------- | -------- | ---------- | ---------- |
| Adriana Jelinkova | Óriás-műlesiklás | nem ért célba | nem ért célba | kiesett  | kiesett  | kiesett    | kiesett    |
| Adriana Jelinkova | Műlesiklás       | nem indult    | nem indult    | kiesett  | kiesett  | kiesett    | kiesett    |

## Bob
Férfi
| Versenyző                                               | Versenyszám | 1. futam | 1. futam | 2. futam | 2. futam | 3. futam | 3. futam | 4. futam | 4. futam | Összesítés | Összesítés |
| Versenyző                                               | Versenyszám | Idő      | Hely.    | Idő      | Hely.    | Idő      | Hely.    | Idő      | Hely.    | Idő        | Helyezés   |
| ------------------------------------------------------- | ----------- | -------- | -------- | -------- | -------- | -------- | -------- | -------- | -------- | ---------- | ---------- |
| Ivo de Bruin Jelen Franjic                              | Kettes      | 1:00,46  | 27.      | 1:00,36  | 18.      | 1:00,35  | 20.      | kiesett  | kiesett  | 3:01,17    | 23.        |
| Ivo de Bruin Janko Franjic Jelen Franjic Dennis Veenker | Négyes      | 59,85    | 26.      | 1:00,07  | 24.      | 1:00,08  | 26.      | kiesett  | kiesett  | 3:00,00    | 26.        |

Női
| Versenyző      | Versenyszám | 1. futam | 1. futam | 2. futam | 2. futam | 3. futam | 3. futam | 4. futam | 4. futam | Összesítés | Összesítés |
| Versenyző      | Versenyszám | Idő      | Hely.    | Idő      | Hely.    | Idő      | Hely.    | Idő      | Hely.    | Idő        | Helyezés   |
| -------------- | ----------- | -------- | -------- | -------- | -------- | -------- | -------- | -------- | -------- | ---------- | ---------- |
| Karlien Sleper | Mono        | 1:05,88  | 16.      | 1:06,59  | 16.      | 1:05,85  | 11.      | 1:06,65  | 18.      | 4:24,97    | 16.        |

* – a bob vezetője

## Gyorskorcsolya
Férfi
| Versenyző          | Versenyszám | Eredmény   | Helyezés                 |
| ------------------ | ----------- | ---------- | ------------------------ |
| Jorrit Bergsma     | 5000 m      | 6:13,18    | 5.                       |
| Jorrit Bergsma     | 10 000 m    | 12:48,94   | 4.                       |
| Marcel Bosker      | 1500 m      | 1:45,42    | 9.                       |
| Sven Kramer        | 5000 m      | 6:17,04    | 9.                       |
| Thomas Krol        | 500 m       | 35,06      | 18.                      |
| Thomas Krol        | 1000 m      | 1:07,92    | 1. helyezett, aranyérmes |
| Thomas Krol        | 1500 m      | 1:43,55    | 2. helyezett, ezüstérmes |
| Kjeld Nuis         | 1500 m      | 1:43,21 OR | 1. helyezett, aranyérmes |
| Hein Otterspeer    | 1000 m      | 1:08,80    | 10.                      |
| Patrick Roest      | 5000 m      | 6:09,31    | 2. helyezett, ezüstérmes |
| Patrick Roest      | 10 000 m    | 12:44,59   | 2. helyezett, ezüstérmes |
| Merijn Scheperkamp | 500 m       | 34,736     | 12.                      |
| Kai Verbij         | 500 m       | 34,87      | 14.                      |
| Kai Verbij         | 1000 m      | 1:14,17    | 30.                      |

Női
| Versenyző           | Versenyszám | Eredmény   | Helyezés                 |
| ------------------- | ----------- | ---------- | ------------------------ |
| Carlijn Achtereekte | 3000 m      | 4:02,21    | 7.                       |
| Marijke Groenewoud  | 1500 m      | 1:54,97    | 5.                       |
| Sanne in 't Hof     | 5000 m      | 6:59,77    | 7.                       |
| Antoinette de Jong  | 1000 m      | 1:14,92    | 5.                       |
| Antoinette de Jong  | 1500 m      | 1:54,82    | 3. helyezett, bronzérmes |
| Antoinette de Jong  | 3000 m      | 4:02,37    | 8.                       |
| Michelle de Jong    | 500 m       | 37,97      | 13.                      |
| Femke Kok           | 500 m       | 37,39      | 6.                       |
| Jutta Leerdam       | 500 m       | 37,34      | 5.                       |
| Jutta Leerdam       | 1000 m      | 1:13,83    | 2. helyezett, ezüstérmes |
| Irene Schouten      | 3000 m      | 3:56,93 OR | 1. helyezett, aranyérmes |
| Irene Schouten      | 5000 m      | 6:43,51 OR | 1. helyezett, aranyérmes |
| Ireen Wüst          | 1000 m      | 1:15,11    | 6.                       |
| Ireen Wüst          | 1500 m      | 1:53,28 OR | 1. helyezett, aranyérmes |

Tömegrajtos
| Versenyző          | Versenyszám | Elődöntő | Elődöntő | Elődöntő | Döntő | Döntő   | Helyezés                 |
| Versenyző          | Versenyszám | Pont     | Idő      | Hely.    | Pont  | Idő     | Helyezés                 |
| ------------------ | ----------- | -------- | -------- | -------- | ----- | ------- | ------------------------ |
| Jorrit Bergsma     | Férfi       | 3        | 7:44,42  | 8.       | 3     | 7:50,25 | 9.                       |
| Sven Kramer        | Férfi       | 3        | 7:58,22  | 7.       | 0     | 7:13,37 | 16.                      |
| Irene Schouten     | Női         | 13       | 8:34,43  | 4.       | 60    | 8:14,73 | 1. helyezett, aranyérmes |
| Marijke Groenewoud | Női         | 9        | 8:30,92  | 5.       | 1     | 9:12,86 | 11.                      |

Csapatverseny
| Versenyző                                                       | Versenyszám | Negyeddöntő                 | Negyeddöntő | Elődöntő                   | Döntő                                                              | Döntő                    |
| Versenyző                                                       | Versenyszám | Ellenfél Idő                | Hely.       | Ellenfél Idő               | Ellenfél Idő                                                       | Helyezés                 |
| --------------------------------------------------------------- | ----------- | --------------------------- | ----------- | -------------------------- | ------------------------------------------------------------------ | ------------------------ |
| Marcel Bosker Sven Kramer Patrick Roest                         | Férfi       | Kanada (CAN) · Gy 3:38,90   | 4.          | Norvégia (NOR) · V 3:39,62 | B döntő · Egyesült Államok (USA) · V3:41,62                        | 4.                       |
| Marijke Groenewoud Antoinette de Jong Irene Schouten Ireen Wüst | Női         | Norvégia (NOR) · Gy 2:57,26 | 3.          | Kanada (CAN) · V 2:55,93   | B döntő · Az Orosz Olimpiai Bizottság versenyzői (ROC) · Gy2:56,86 | 3. helyezett, bronzérmes |

## Műkorcsolya
| Versenyző           | Versenyszám | Rövid program | Rövid program | Kűr    | Kűr   | Összesítés | Összesítés |
| Versenyző           | Versenyszám | Pont          | Hely.         | Pont   | Hely. | Pont       | Helyezés   |
| ------------------- | ----------- | ------------- | ------------- | ------ | ----- | ---------- | ---------- |
| Lindsay van Zundert | Női egyéni  | 59,24         | 22.           | 116,57 | 16.   | 175,81     | 18.        |

## Rövidpályás gyorskorcsolya
Férfi
| Versenyző                                               | Versenyszám  | Előfutam   | Előfutam | Negyeddöntő          | Negyeddöntő          | Elődöntő | Elődöntő | B döntő  | B döntő | Döntő   | Döntő   | Helyezés    |
| Versenyző                                               | Versenyszám  | Idő        | Hely.    | Idő                  | Hely.                | Idő      | Hely.    | Idő      | Hely.   | Idő     | Hely.   | Helyezés    |
| ------------------------------------------------------- | ------------ | ---------- | -------- | -------------------- | -------------------- | -------- | -------- | -------- | ------- | ------- | ------- | ----------- |
| Itzhak de Laat                                          | 500 m        | idő nélkül | 4.       | kiesett              | kiesett              | kiesett  | kiesett  | kiesett  | kiesett | kiesett | kiesett | =28.        |
| Itzhak de Laat                                          | 1000 m       | 1:24,332   | 3. ADV   | 1:42,490             | 3. ADV               | 1:24,229 | 3.       | 1:35,925 | 1.      |         |         | 5.          |
| Itzhak de Laat                                          | 1500 m       |            |          | 3:08,907             | 5.                   | kiesett  | kiesett  | kiesett  | kiesett | kiesett | kiesett | 30.         |
| Dylan Hoogerwerf                                        | 500 m        | idő nélkül | 4.       | kiesett              | kiesett              | kiesett  | kiesett  | kiesett  | kiesett | kiesett | kiesett | =28.        |
| Jens van 't Wout                                        | 500 m        | kizárták   | kizárták | kiesett              | kiesett              | kiesett  | kiesett  | kiesett  | kiesett | kiesett | kiesett | helyezetlen |
| Jens van 't Wout                                        | 1000 m       | 1:23,946   | 3.       | kiesett              | kiesett              | kiesett  | kiesett  | kiesett  | kiesett | kiesett | kiesett | 19.         |
| Sjinkie Knegt                                           | 1000 m       | 1:23,097   | 2.       | kizárták (sárga lap) | kizárták (sárga lap) | kiesett  | kiesett  | kiesett  | kiesett | kiesett | kiesett | helyezetlen |
| Sjinkie Knegt                                           | 1500 m       |            |          | 2:12,208             | 1.                   | kizárták | kizárták | kiesett  | kiesett | kiesett | kiesett | 20.         |
| Sven Roes                                               | 1500 m       |            |          | 2:18,687             | 2.                   | 2:10,841 | 4.       | 2:18,299 | 4.      |         |         | 14.         |
| Itzhak de Laat Sjinkie Knegt Sven Roes Jens van 't Wout | 5000 m váltó |            |          |                      |                      | 6:37,927 | 3.       | 6:39,780 | 2.      |         |         | 7.          |

Női
| Versenyző                                                         | Versenyszám  | Előfutam    | Előfutam | Negyeddöntő | Negyeddöntő | Elődöntő | Elődöntő | B döntő  | B döntő | Döntő       | Döntő   | Helyezés                 |
| Versenyző                                                         | Versenyszám  | Idő         | Hely.    | Idő         | Hely.       | Idő      | Hely.    | Idő      | Hely.   | Idő         | Hely.   | Helyezés                 |
| ----------------------------------------------------------------- | ------------ | ----------- | -------- | ----------- | ----------- | -------- | -------- | -------- | ------- | ----------- | ------- | ------------------------ |
| Selma Poutsma                                                     | 500 m        | 43,472      | 1.       | 1:07,285    | 4.          | kiesett  | kiesett  | kiesett  | kiesett | kiesett     | kiesett | 15.                      |
| Suzanne Schulting                                                 | 500 m        | 42,379 OR   | 1.       | 42,922      | 1.          | 42,475   | 1.       |          |         | 42,559      | 2.      | 2. helyezett, ezüstérmes |
| Xandra Velzeboer                                                  | 500 m        | 42,563      | 1.       | kizárták    | kizárták    | kiesett  | kiesett  | kiesett  | kiesett | kiesett     | kiesett | 16.                      |
| Selma Poutsma                                                     | 1000 m       | 1:28,115    | 2.       | 1:29,09     | 3.          | kiesett  | kiesett  | kiesett  | kiesett | kiesett     | kiesett | 14.                      |
| Suzanne Schulting                                                 | 1000 m       | 1:27,292 OR | 1.       | 1:26,514 WR | 1.          | 1:28,10  | 1.       |          |         | 1:28,391    | 1.      | 1. helyezett, aranyérmes |
| Xandra Velzeboer                                                  | 1000 m       | 1:30,454    | 2.       | 1:26,592    | 2.          | 1:27,80  | 5.       | 1:29,668 | 1.      |             |         | 5.                       |
| Suzanne Schulting                                                 | 1500 m       |             |          | 2:18,810    | 1.          | 2:18,942 | 1.       |          |         | 2:17,865    | 3.      | 3. helyezett, bronzérmes |
| Xandra Velzeboer                                                  | 1500 m       |             |          | 2:21,148    | 2.          | 2:18,303 | 3.       |          |         | 2:18,781    | 5.      | 5.                       |
| Rianne de Vries                                                   | 1500 m       |             |          | 2:22,244    | 4. ADV      | 2:18,712 | 5.       | kiesett  | kiesett | kiesett     | kiesett | 16.                      |
| Selma Poutsma Suzanne Schulting Yara van Kerkhof Xandra Velzeboer | 3000 m váltó |             |          |             |             | 4:03,409 | 1.       |          |         | 4:04,133 OR | 1.      | 1. helyezett, aranyérmes |

Vegyes
| Versenyző                                                                                      | Versenyszám  | Negyeddöntő | Negyeddöntő | Elődöntő | Elődöntő | B döntő  | B döntő | Döntő | Döntő | Helyezés |
| Versenyző                                                                                      | Versenyszám  | Idő         | Hely.       | Idő      | Hely.    | Idő      | Hely.   | Idő   | Hely. | Helyezés |
| ---------------------------------------------------------------------------------------------- | ------------ | ----------- | ----------- | -------- | -------- | -------- | ------- | ----- | ----- | -------- |
| Itzhak de Laat Sjinkie Knegt Selma Poutsma Suzanne Schulting Jens van 't Wout Xandra Velzeboer | 2000 m váltó | 2:36,437 OR | 1.          | 2:51,919 | 4.       | 2:36,966 | 1.      |       |       | 4.       |

## Snowboard
Akrobatika
Férfi
| Versenyző           | Versenyszám | Selejtező | Selejtező | Selejtező | Selejtező     | Selejtező | Döntő    | Döntő    | Döntő    | Döntő         | Helyezés |
| Versenyző           | Versenyszám | 1. futam  | 2. futam  | 3. futam  | Jobb eredmény | Hely.     | 1. futam | 2. futam | 3. futam | Jobb eredmény | Helyezés |
| ------------------- | ----------- | --------- | --------- | --------- | ------------- | --------- | -------- | -------- | -------- | ------------- | -------- |
| Niek van der Velden | Slopestyle  | 26,51     | 46,03     |           | 46,03         | 22.       | kiesett  | kiesett  | kiesett  | kiesett       | 22.      |
| Niek van der Velden | Big air     | 79,00     | 60,00     | 63,75     | 142,75        | 11.       | 83,75    | 78,25    | 26,75    | 162,00        | 6.       |

Női
| Versenyző         | Versenyszám | Selejtező | Selejtező | Selejtező | Selejtező     | Selejtező | Döntő    | Döntő    | Döntő    | Döntő         | Helyezés |
| Versenyző         | Versenyszám | 1. futam  | 2. futam  | 3. futam  | Jobb eredmény | Hely.     | 1. futam | 2. futam | 3. futam | Jobb eredmény | Helyezés |
| ----------------- | ----------- | --------- | --------- | --------- | ------------- | --------- | -------- | -------- | -------- | ------------- | -------- |
| Melissa Peperkamp | Slopestyle  | 61,26     | 60,18     |           | 61,26         | 13.       | kiesett  | kiesett  | kiesett  | kiesett       | 13.      |
| Melissa Peperkamp | Big air     | 60,00     | 68,25     | 58,00     | 128,25        | 11.       | 64,25    | 72,00    | 69,75    | 141,75        | 6.       |

Parallel giant slalom
| Versenyző       | Versenyszám | Selejtező | Selejtező | Nyolcaddöntő                       | Negyeddöntő                      | Elődöntő                              | Döntő                                                  | Helyezés |
| Versenyző       | Versenyszám | Idő       | Hely.     | Ellenfél Eredmény                  | Ellenfél Eredmény                | Ellenfél Eredmény                     | Ellenfél Eredmény                                      | Helyezés |
| --------------- | ----------- | --------- | --------- | ---------------------------------- | -------------------------------- | ------------------------------------- | ------------------------------------------------------ | -------- |
| Michelle Dekker | Női         | 1:28,73   | 13.       | Szofija Nadirsina (ROC) · Gy +0,03 | Julia Dujmovits (AUT) · Gy +4,29 | Ester Ledecká (CZE) · V nem ért célba | Bronzmérkőzés · Glorija Kotnik (SLO) · V nem ért célba | 4.       |

Snowboard cross
| Versenyző      | Versenyszám | Rangsorolás | Rangsorolás | Nyolcaddöntő | Negyeddöntő | Elődöntő | Döntő    | Helyezés |
| Versenyző      | Versenyszám | Idő         | Hely.       | Helyezés     | Helyezés    | Helyezés | Helyezés | Helyezés |
| -------------- | ----------- | ----------- | ----------- | ------------ | ----------- | -------- | -------- | -------- |
| Glenn de Blois | Férfi       | 1:19,69     | 27.         | 4.           | kiesett     | kiesett  | kiesett  | 28.      |

## Szkeleton
| Versenyző     | Versenyszám | 1. futam | 1. futam | 2. futam | 2. futam | 3. futam | 3. futam | 4. futam | 4. futam | Összesítés | Összesítés               |
| Versenyző     | Versenyszám | Idő      | Hely.    | Idő      | Hely.    | Idő      | Hely.    | Idő      | Hely.    | Idő        | Helyezés                 |
| ------------- | ----------- | -------- | -------- | -------- | -------- | -------- | -------- | -------- | -------- | ---------- | ------------------------ |
| Kimberley Bos | Női         | 1:02,51  | 10.      | 1:02,22  | 2.       | 1:01,86  | 4.       | 1:01,87  | 2.       | 4:08,46    | 3. helyezett, bronzérmes |